# Zipota
A Zipota ou zipote é uma arte marcial ensinada principalmente no Texas, nos Estados Unidos  e está intimamente relacionado com a arte marcial francesa Savate. Ambos colocam bastante técnica nos chutes, embora a Zipota tem mais lançamentos e pontapés de salto, são utilizados as técnicas e os golpes com os punhos, os pés, os joelhos, as canelas e os cotovelos, incluindo vários aspectos da luta de vara e luta de faca, a luta  também tem um sistema de manipulação de articulações. Os praticantes do zipota são conhecidos zipoteros (aquele que faz zipote) ou zipotones em espanhol. É usada uma vara de 1,5 metros de comprimento utilizada em pastoreio chamada de makila. A faca que é usada é chamada de saca tripa.

## História
Embora, é reivindicada a ser uma espécie ou uma variante basca de estilo de Savate (Boxe Francês ou Kickboxing Francês), não está claro se o esporte realmente se origina no País Basco. São feitas referências a Zipota sendo empregado pelo Basajaun, uma figura mitológica basca, mas pouca evidência desta afirmação está disponível. Algumas pessoas sugerem que é uma antiga arte marcial basca do Velho Mundo que foi desenvolvida ao longo de gerações de imigrantes bascos no Texas, Estados Unidos.